# Lorenz Huber
Lorenz Huber (Offenburg, 24 febbraio 1906 – Karlsruhe, 6 ottobre 1989) è stato un calciatore tedesco, di ruolo difensore.